# Kaustinen
Kaustinen este o comună din Finlanda.